# IK Tauri

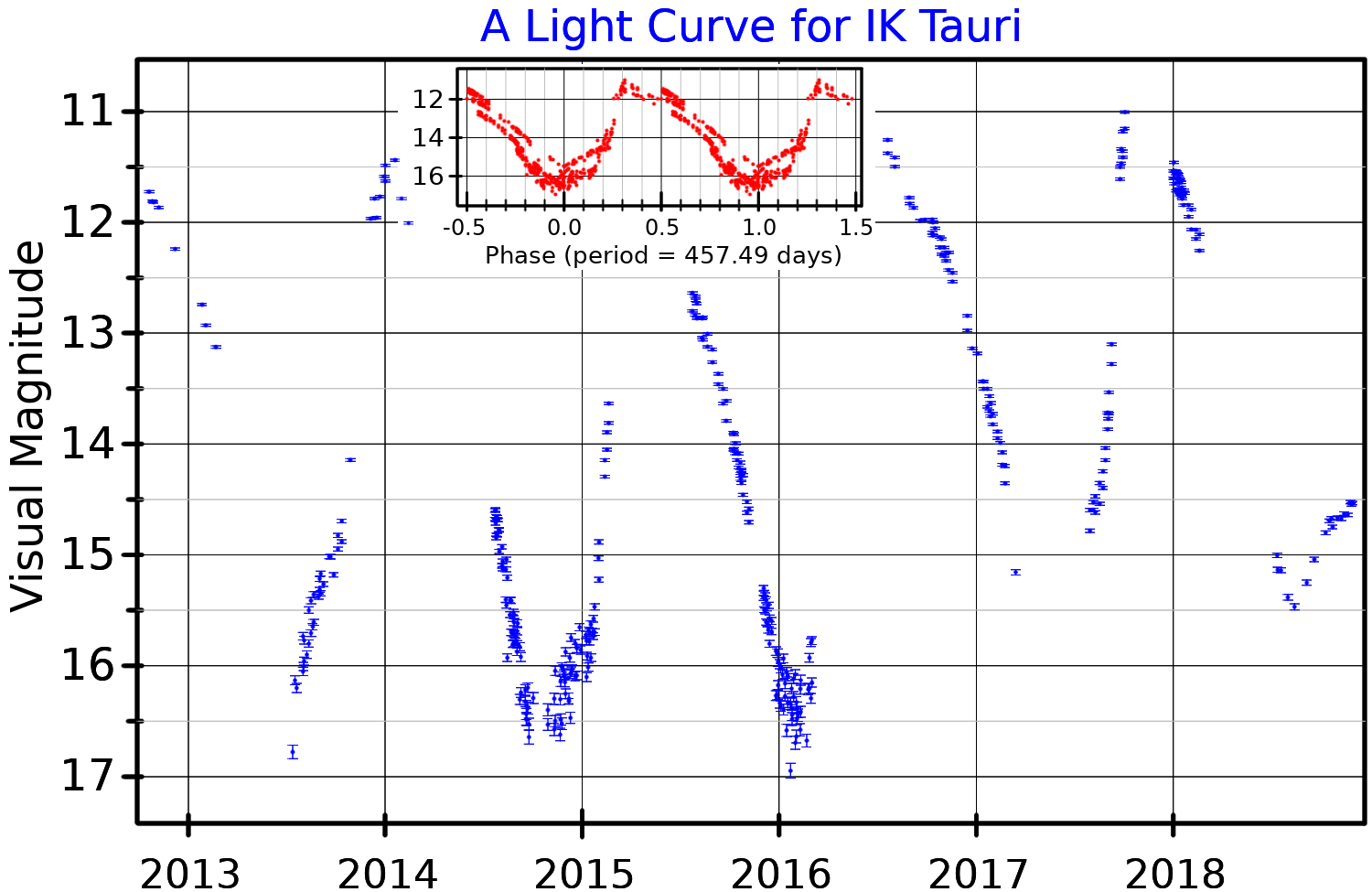
Curva de luz de IK Tauri

IK Tauri (IK Tau / NML Tauri) es una estrella variable en la constelación del Tauro.
Fue descubierta en 1965 por G. Neugebauer y colaboradores durante un estudio del cielo en astronomía infrarroja.

## Características físicas
IK Tauri es una estrella de la rama asintótica gigante, periodo de la evolución estelar que experimentan todas las estrellas de masa intermedia al final de sus vidas.
IK Tauri es una variable Mira cuyo brillo oscila entre magnitud aparente +10,80 y +16,50 con un período de 470 días.
A lo largo del ciclo, su tipo espectral varía entre M8.1 y M11.2.
Tiene una temperatura superficial de 2200 K y posee un gran tamaño, con un diámetro —dependiendo del modelo considerado— entre 215 y 360 veces más grande que el diámetro solar.
Es poco más luminosa que el Sol en el espectro visible pero en banda K —en el infrarrojo cercano— su luminosidad es unas 60 veces superior a la del Sol.
Se encuentra a una distancia aproximada de 840 años luz del sistema solar.

## Envoltura circunestelar
Durante la etapa en la rama asintótica gigante (RAG), las estrellas liberan cantidades significativas de gas y polvo al medio interestelar. Esta pérdida de masa estelar —que en el caso de Tauri se estima en aproximadamente 9 × 10-6 masas solares por año— determina la evolución estelar y, en última instancia, propicia la evolución hacia la fase de protonebulosa planetaria. La materia expulsada forma una envoltura circunestelar que envuelve a la estrella, cuya composición química depende de la proporción entre carbono y oxígeno.
Las estrellas M ricas en oxígeno —como IK Tauri— tienen una relación C/O menor que la unidad, mientras que las estrellas de carbono se definen por una relación C/O mayor que uno.
El estudio de la envoltura que envuelve a IK Tauri ha revelado un empobrecimiento de SiO y SiS en la región de viento intermedio debido a su adsorción en los granos de polvo.
Asimismo, las abundancias relativas de HCN y CS detectadas están por debajo de las predicciones teóricas, lo que puede deberse a que ambas moléculas participan en la formación de polvo.
También se ha descubierto la presencia de NaCl en la envoltura, confinada en la región más interna de la misma, lo que sugiere que se condensa formando granos.